# Lillsjön (Vrena socken, Södermanland)
Lillsjön är en sjö i Nyköpings kommun i Södermanland och ingår i Nyköpingsåns huvudavrinningsområde. Sjön har en area på 0,536 kvadratkilometer och ligger 20,1 meter över havet.

## Delavrinningsområde
Lillsjön ingår i det delavrinningsområde (652833-155283) som SMHI kallar för Utloppet av Lillsjön. Medelhöjden är 24 meter över havet och ytan är 1,33 kvadratkilometer. Det finns inga avrinningsområden uppströms utan avrinningsområdet är högsta punkten. Vattendraget som avvattnar avrinningsområdet har biflödesordning 2, vilket innebär att vattnet flödar genom totalt 2 vattendrag innan det når havet efter 30 kilometer. Avrinningsområdet består mestadels av skog (19 procent) och jordbruk (33 procent). Avrinningsområdet har 0,51 kvadratkilometer vattenytor vilket ger det en sjöprocent på 38,3 procent.